# Kreisgericht Höxter
Das Kreisgericht Höxter war von 1849 bis 1879 ein preußisches Kreisgericht mit Sitz in Höxter.

## Geschichte
Die „Verordnung über die Aufhebung der Privatgerichtsbarkeit und des eximierten Gerichtsstandes sowie über die anderweitige Organisation der Gerichte“ vom 2. Januar 1849 hob die Patrimonialgerichtsbarkeit auf. Gleichzeitig wurde das Appellationsgericht Paderborn geschaffen, dem Kreisgerichte, darunter das Kreisgericht Höxter zugeordnet waren. Sein Sprengel umfasste den Kreis Höxter  mit den Städten Höxter, Beverungen, Brakel, Driburg, Lügde, Nieheim und Steinheim. Der Sprengel umfasste 34.842 Gerichtseingesessene. Schwurgerichtsangelegenheiten wurden beim Kreisgericht Paderborn behandelt. Gerichtskommissionen/-deputationen wurden in Beverungen, Brakel, Nieheim und Steinheim eingerichtet. Gerichtstage wurden in Driburg, Lügde und Marienmünster gehalten. Am Gericht waren ein Direktor und 11 Kreisrichter beschäftigt.
Mit den Reichsjustizgesetzen wurden die Gerichte im Deutschen Reich vereinheitlicht. Das Kreisgericht Höxter wurde 1879 aufgehoben. Neu eingerichtet wurde nun das Amtsgericht Höxter im Bezirk des Landgerichtes Paderborn.

## Gerichtsdeputation Nieheim
An der Gerichtsdeputation Nieheim bestanden drei Richterstellen. Der Sprengel der Gerichtsdeputation Nieheim umfasste die Stadt und das Amt Nieheim, die Stadt und das Amt Steinheim und das Amt Vörden ohne die Gemeinden Altenbergen und Eilversen.
Später wurde eine Gerichtskommission Steinheim gebildet. Die Gerichtsdeputation Nieheim wurde 1879 aufgehoben und das Amtsgericht Nieheim gebildet.

## Gerichtsdeputation Brakel
An der Gerichtsdeputation Brakel bestanden drei Richterstellen. Der Sprengel der Gerichtskommission Gerichtsdeputation umfasste die Stadt und das Amt Brakel, die Stadt und das Amt Driburg und aus dem Amt Vörden die Gemeinden Altenbergen und Eilversen.
Die Gerichtsdeputation Brakel wurde 1879 aufgehoben und das Amtsgericht Brakel gebildet.

## Gerichtskommission Beverungen
Bis 1847 bestand das Land- und Stadtgericht Beverungen, welches 1847 in eine Gerichtskommission des Land- und Stadtgerichts Höxter herabgestuft. An der Gerichtskommission Beverungen bestand eine Richterstelle. Der Sprengel der Gerichtskommission Beverungen umfasste die Stadt Beverungen und aus dem Amt Beverungen die Gemeinden Dalhausen, Haarbrück, Herstelle, Jakobsberg, Rothe, Tietelsen und Würgassen.
Die Gerichtskommission Beverungen wurde 1879 aufgehoben und das Amtsgericht Beverungen gebildet.